# Mindy Cohn

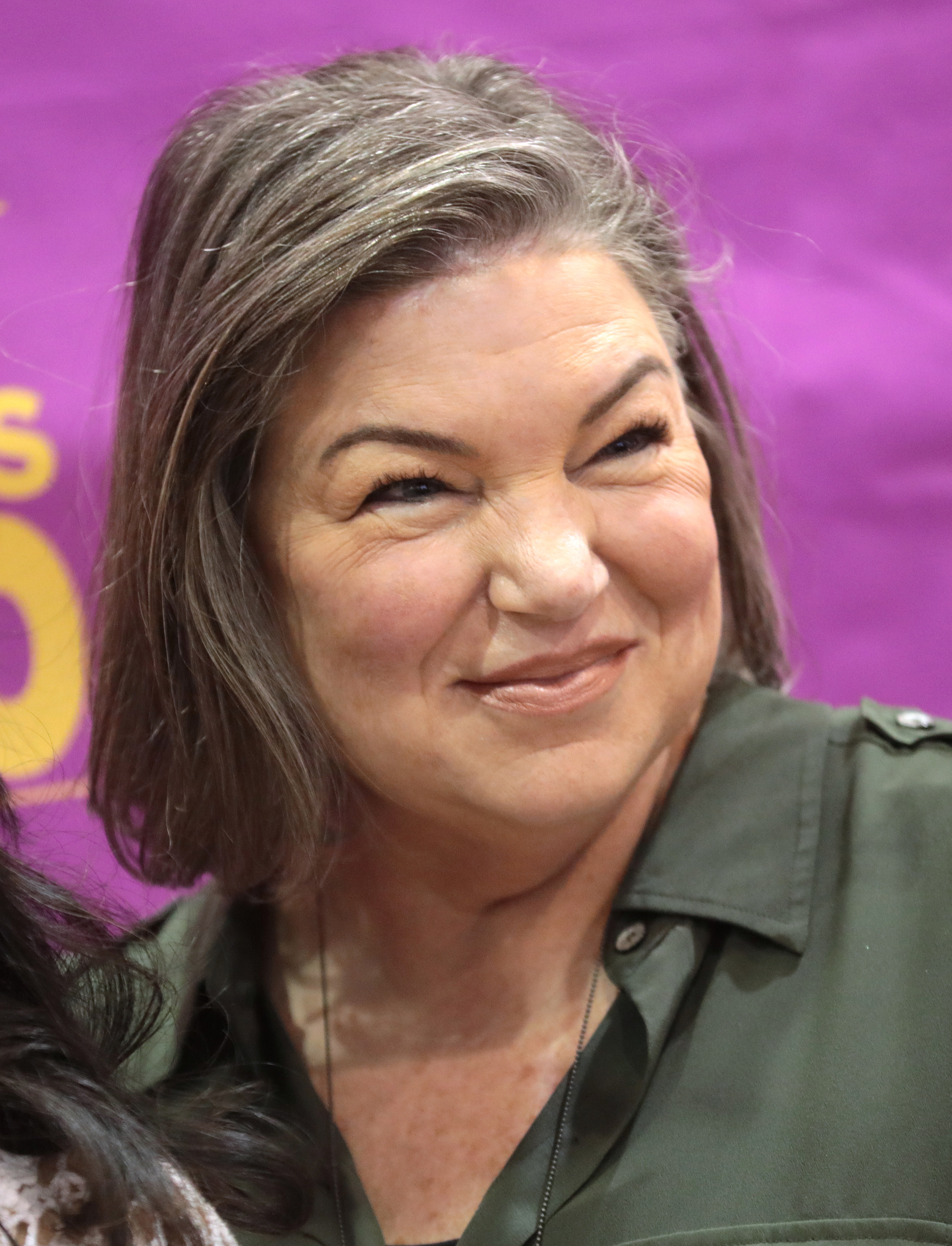
Mindy Cohn, 2019

Mindy Cohn (* 20. Mai 1966 in Los Angeles) ist eine US-amerikanische Schauspielerin.

## Leben und Leistungen
Cohn besuchte die Harvard-Westlake School in Los Angeles, wo sie für die populäre Fernsehserie The Facts of Life mit Cloris Leachman entdeckt wurde. Sie spielte in der Serie von 1979 bis 1986 und wurde für ihre Rolle drei Mal (1982, 1983 und 1984) für den Young Artist Award nominiert. Auf Basis dieser Serie sind die Fernsehfilme The Facts of Life Goes to Paris (1982), The Facts of Life Down Under (1987) und Zwei sind einer zuviel (2001) entstanden, in denen Cohn ebenfalls die Rolle der Natalie Green übernahm.
Im Jahr 1995 schloss sie ihr Studium der Soziologie an der Loyola Marymount University ab. Von 2002 bis 2015 war sie die Feststimme von Velma Dinkley im Scooby-Doo-Serienuniversum, für ihre Arbeit an der Serie What’s New, Scooby-Doo? in den Jahren 2002 bis 2006 erhielt sie 2003 eine Nominierung für den Daytime Emmy. In der Komödie Sex and Death 101 (2007) spielte sie an der Seite von Winona Ryder Simon Bakers Assistentin. Der Kritiker der Zeitschrift Variety lobte ihre „lesbische Masche“ in diesem Film.

## Filmografie (Auswahl)
- 1979–1988: The Facts of Life (Fernsehserie, 200 Folgen)
- 1980/1981: Noch Fragen Arnold? (Diff’rent Strokes, Fernsehserie, 2 Folgen)
- 1982: The Facts of Life Goes to Paris (Fernsehfilm)
- 1986: Der Knabe, der fliegen konnte (The Boy Who Could Fly)
- 1987: The Facts of Life Down Under (Fernsehfilm)
- 1987/1988: 21 Jump Street – Tatort Klassenzimmer (21 Jump Street, Fernsehserie, 2 Folgen)
- 1993–1994: The Second Half (Fernsehserie, 13 Folgen)
- 1999: Susan (Suddenly Susan, Fernsehserie, Folge 3x18)
- 2000: Bruderhass – Ich will dein Leben! (Alone With a Stranger)
- 2000–2001: Die Kinder von Raum 402 (The Kids from Room 402, Fernsehserie, 35 Folgen, Sprechrolle)
- 2001: Zwei sind einer zuviel (The Facts of Life Reunion)
- 2002: The Employee of the Month
- 2002–2006: What’s New, Scooby-Doo? (Fernsehserie, 41 Folgen, Sprechrolle)
- 2003: Kim Possible (Fernsehserie, Folge 2x01, Sprechrolle)
- 2003: Swing
- 2006: Family Guy (Fernsehserie, Folge 5x06, Sprechrolle)
- 2006–2008: Scooby-Doo auf heißer Spur (Shaggy & Scooby-Doo Get a Clue!, Fernsehserie, 21 Folgen, Sprechrolle)
- 2007: Sex and Death 101
- 2010: Violet ... sucht Mr. Right! (Violet Tendencies)
- 2010–2013: Mission Scooby-Doo (Scooby-Doo! Mystery Incorporated, Fernsehserie, 52 Folgen, Sprechrolle)
- 2011: Hot in Cleveland (Fernsehserie, Folge 2x15)
- 2013: Scooby-Doo! Lampenfieber (Scooby-Doo! Stage Fright, Sprechrolle)
- 2014: Scooby-Doo und das WrestleMania-Rätsel (Scooby-Doo! WrestleMania Mystery, Sprechrolle)
- 2014: The Middle (Fernsehserie, Folge 5x24)
- 2014: Bones – Die Knochenjägerin (Bones, Fernsehserie, Folge 10x08)
- 2017: Hollywood Dirt
- 2020: Brave Mädchen tun das nicht (A Nice Girl Like You)
- 2024: Mother Father Sister Brother Frank
- 2024: Palm Royale (Fernsehserie)
- 2025: Hearts Around the Table – Jenna's First Love (Fernsehfilm)
- 2025: Hearts Around the Table – Shari's Second Act (Fernsehfilm)
- 2025: Hearts Around the Table – Josh's Third Serving (Fernsehfilm)
- 2025: Hearts Around the Table – Kiki's Fourth Ingredient (Fernsehfilm)